# Eucyclops speratus
Eucyclops speratus – gatunek widłonoga z rodziny Cyclopidae. Nazwa naukowa gatunku została po raz pierwszy opublikowana w 1901 roku przez szwedzkiego zoologa Vilhelma Lilljeborga.